# Niittyselkä
Niittyselkä är en sjö i kommunen Kuusamo i landskapet Norra Österbotten i Finland. Sjön ligger 310,6 meter över havet. Arean är 78 hektar och strandlinjen är 8,34 kilometer lång. Sjön  ingår i Ijo älvs huvudavrinningsområde.   Den ligger omkring 190 kilometer nordöst om Uleåborg och omkring 670 kilometer norr om Helsingfors. 